# Thaddäus Brunke
Thaddäus Brunke OFM (* 21. Januar 1903 in Harburg/Elbe als Wilhelm Johannes Josef Brunke; † 5. August 1942 im KZ Dachau) war ein deutscher Franziskaner und Priester. Er starb in der Lagerhaft und zählt zu den römisch-katholischen Märtyrern der Zeit des Nationalsozialismus.

## Leben
Wilhelm Brunke wuchs in Harburg bei Hamburg auf. Am 28. März 1923 wurde er Mitglied der Thüringischen Franziskanerprovinz (Thuringia) und erhielt den Ordensnamen Thaddäus. Nach dem Noviziat in Salmünster legte er am 29. März 1924 dort die zeitliche Profess ab, die ewige Profess am 23. April 1927 im Kloster auf dem Frauenberg in Fulda. Sein Philosophiestudium absolvierte er im Studienhaus der Thuringia in Sigmaringen-Gorheim, Theologie studierte er in Fulda, wo er am 7. April 1929 die Priesterweihe empfing.
Anschließend wirkte er für zehn Jahre als Kaplan in der Franziskanerpfarrei St. Bonifatius in Neckarstadt-Ost-Wohlgelegen. Im August 1939 ernannte ihn die Provinzleitung der Thuringia zum Guardian in Fulda. Als Superior des großen Klosters auf dem Frauenberg war er auch für die Versorgung der Brüder im Kloster mit Lebensmitteln verantwortlich, die größtenteils von Landwirten gespendet wurden. 1936 hatten die Nationalsozialisten gesetzlich eine Ablieferungspflicht für Lebensmittel angeordnet. Den Franziskanern war damit das Almosensammeln oder Terminieren nicht mehr möglich. Befreundete Bauern brachten jetzt die Lebensmittel direkt zum Kloster. Dabei wurde am 30. November 1940 der Wagen eines Landwirts von der Gestapo beschlagnahmt, Hausdurchsuchungen im Kloster ergaben zu viele Schweine und zu große Eiervorräte. Pater Thaddäus hatte mit der Lagerung dieser Vorräte gegen eine Weisung des Provinzials Vinzenz Rock verstoßen, der damit der Gestapo keinen Anlass zum Eingreifen geben wollte. Die Provinzleitung der Thuringia setzte Thaddäus Brunke am 9. Dezember 1940 als Guardian von Fulda ab, um die Aufhebung des Klosters zu verhindern, welche allerdings trotzdem am 14. Dezember gewaltsam durch die Gestapo Kassel erfolgte.
Thaddäus Brunke ging ins Kloster nach Salmünster. Dort wurde er am 14. Dezember 1940 verhaftet und vom 26. Dezember 1940 bis zum 13. Mai 1941 im Lager Breitenau inhaftiert. Nach der fast fünfmonatigen Haft wurde er am 16. Mai 1941 ins KZ Dachau eingeliefert. Nach einer Aussage seines Mitgefangenen Pfarrer Josef Albinger war Brunke dort bei den inhaftierten Priestern beliebt wegen seiner Uneigennützigkeit und Opferbereitschaft. Für die genehmigten Messen schrieb er Noten und Texte des gregorianischen Gesangs zur Nutzung während der Gottesdienste im Priesterblock im KZ Dachau. Die aus der Erinnerung an die alten Klostergebräuche reproduzierten großformatigen Noten der Gesänge waren bis zur Auflösung des Lagers in Gebrauch. Wie Franz Sales Heß berichtete, hatten sich die Geistlichen des Blocks 26 während der kurzen Zeit der privilegierten Behandlung im Frühjahr und Sommer 1942 zusammengetan, um dem Lagerstumpfsinn entgegenzuwirken und damit gemeinsam ein neues geistiges, religiöses Streben zu entfachen. Jedoch erlitt Thaddäus Brunke, geschwächt von Hunger und schwerer Arbeit, bereits im Juni einen Schlaganfall und starb nach dem zweiten am Morgen des 5. August 1942.

## Würdigung

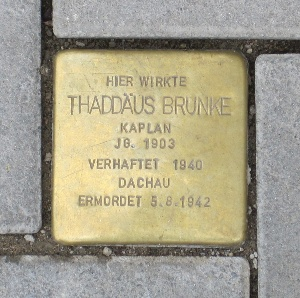
Stolperstein in Mannheim

Provinzial Vinzenz Rock schrieb im Rückblick über Brunkes „Opfertod für den Frauenberg“, es sei richtig gewesen, dass der Guardian sich gegenüber der Gestapo als Alleinverantwortlicher für die Hortung der Lebensmittel ausgegeben habe und so nicht andere „mit herein gerissen“ habe. Der Provinzial sei sich aber auch im klaren darüber, dass er und die Mitbrüder der Provinzleitung „dadurch gefehlt haben, daß wir zu wenig für ihn eingetreten sind. (…) Möge der liebe Gott ihm seinen Opfertod für den Frauenberg im Himmel überreich belohnen.“
In Mannheim wurde vor der St.-Bonifatius-Kirche ein Stolperstein zum Gedenken an Kaplan Thaddäus Brunke verlegt. Ein weiterer Stolperstein befindet sich vor seinem Geburtshaus in der Maretstraße 45 in Hamburg-Harburg.